# 坂井孫八郎
坂井孫八郎（さかい まごはちろう、生年不詳 - 1556年）は、戦国時代の武将。織田信光の家臣。
織田氏の家臣坂井氏の一族。弘治元年11月26日（1556年1月7日）、那古屋城内で城主の織田信光を殺害したが、間もなく織田信長の命を受けた佐々孫介に討たれた。